# Ptychoglossus nicefori
Ptychoglossus nicefori är en ödleart som beskrevs av  Arthur Loveridge 1929. Ptychoglossus nicefori ingår i släktet Ptychoglossus och familjen Gymnophthalmidae. Inga underarter finns listade i Catalogue of Life.